# Le avventure del topino Despereaux (libro)
Le avventure del topino Despereaux (The Tale of Despereaux) è un romanzo fantasy per bambini del 2003 della scrittrice Kate DiCamillo. Accolto con il plauso della critica e del pubblico, ha ricevuto numerosi premi e adattamenti.

## Trama
Il libro si ambienta in un regno fittizio governato da un re di nome Filippo, segnato da una disgrazia avvenuta anni addietro, dove coesistono i pericolosi ratti e i pavidi e pacifici topi. Segue le vicende di vari personaggi che convergono sul finale.
Nel castello nasce un topo piccolo e debole che viene chiamato Despereaux Tilling; si differenzia dai suoi simili perché nasce con gli occhi aperti (la maggior parte dei topi è cieca alla nascita) e ama trascorrere il suo tempo leggendo piuttosto che rosicchiare la carta dei libri. Si appassiona in particolar modo a una storia su un cavaliere che salva una principessa. Un giorno, mentre sta leggendo, viene attratto da una musica melodiosa proveniente dalla figlia del re, la principessa Pea; le parla e se ne innamora, ma il re scaccia Despereaux in quanto i topi sono imparentati con i ratti, che sono stati banditi dal regno tempo prima. Furlough e Lester, rispettivamente fratello e padre di Despereaux, nello scoprire che ha parlato con un'umana, convocano il consiglio dei topi, il quale decreta che Despereaux debba essere mandato a morire nelle segrete, in quanto è proibito per i topi interagire con gli esseri umani. Despereaux viene salvato dal suo destino da Gregory, il carceriere, dopo che gli ha raccontato una bella storia.
Anni prima, un ratto di nome Roscuro (meno cattivo dei suoi simili) sognava di vedere la luce e i colori, dal momento che i ratti vivono nell'oscurità delle segrete. Un giorno prese una tovaglia rossa da un prigioniero, che gli confessò di averla scambiata con la figlia; Roscuro decise di salire in cima al castello per poter vedere la luce, ma cadde da un lampadario e finì nel mezzo di un banchetto reale, nella zuppa della regina, che morì per lo shock. Pea ordinò a Roscuro di andarsene e lui decise di vendicarsi della principessa, mentre il re, sconvolto per la perdita della moglie, bandì dal regno i cucchiai, le scodelle, la zuppa e i ratti.
Prima della nascita di Despereaux e di Roscuro, viveva una bambina di nome Miggery "Mig" Sow, che perse la madre malata a sei anni e successivamente fu venduta dal padre in cambio di sigarette, una gallina e una tovaglia rossa. La bambina venne affidata a un certo "Zio", che la mandò a lavorare e per punirla le colpiva le orecchie al punto da farla diventare parzialmente sorda. Mig cominciò a coltivare il sogno di diventare principessa dopo aver visto passare Pea e in seguito fu mandata a lavorare nel castello, dove aumentò drasticamente di peso. Il suo incarico principale consiste nel scendere nelle segrete per consegnare il pasto a Gregory. Un giorno, mentre svolgeva il suo impiego, Mig incontra Roscuro, a cui confessa il suo desiderio. Roscuro la convince ad aiutarlo a rapire Pea, promettendole in cambio di farla diventare principessa al suo posto.
Gregory consegna di nascosto Despereaux a Mig affinché lo porti via dai sotterranei, ma così il topo origlia la conversazione tra Mig e Roscuro. La cuoca scopre Despereaux e ordina a Mig di ucciderlo; il topolino riesce a scappare, sebbene la serva riesca ad amputargli la coda. Ferito gravemente, Despereaux trascorre la notte dormendo su un sacco di farina e sogna dei cavalieri la cui armatura è vuota; il topo si dispera, mettendo in dubbio tutto ciò che ha sempre letto. Frattanto Mig, guidata da Roscuro, rapisce Pea e la conduce nelle segrete.
Tutti i membri del castello si mettono alla ricerca di Pea; Gregory viene trovato morto di paura nelle segrete dopo che Roscuro ha tagliato la corda che lo collegava all'ingresso. Despereaux fa ritorno dal suo popolo, perdona il padre per averlo condannato a morte e prende in giro il consiglio dei topi per le decisioni prese. Cerca poi di spiegare al re dove si trovi Pea, ma il sovrano non gli crede a causa della sua parentela con i ratti.
Despereaux ottiene un rocchetto di filo rosso con cui aggirarsi nei sotterranei senza smarrirsi e un ago da cucito come arma. Lungo il cammino si imbatte nella cuoca che, per l'ansia relativa alla scomparsa della principessa, ha infranto la legge e si è messa a preparare della zuppa, che offre a Despereaux. Il topolino giunge nei sotterranei e il suo odore attira tutti i ratti. Intanto, Mig si è resa conto che Roscuro l'ha ingannata per i suoi scopi e che non intende farla diventare una principessa: il suo obiettivo è tenere Pea prigioniera nelle segrete per ammirare il suo vestito di colori vivaci. Despereaux sopraggiunge per salvare Pea, aiutato da Mig, la quale taglia la coda a Roscuro quando cerca di fermare il topolino. Minacciato di morte da Despereaux , Roscuro sente l'odore di zuppa sui baffi di Despereaux e si pente per le sue azioni, rendendosi conto che non vuole fare del male a nessuno. Pea offre a Roscuro della zuppa se la lascerà andare e lui accetta, mentre gli altri ratti tornano a rintanarsi nell'oscurità.
Despereaux e Pea diventano amici; Roscuro ottiene l'accesso ai piani superiori del castello e riunisce Mig a suo padre, il prigioniero delle segrete. L'uomo si scusa per aver venduto la figlia e promette di non abbandonarla mai più. I protagonisti si ritrovano per mangiare della zuppa, osservati con stupore dai topi.

## Riconoscimenti
Nel 2007 la US National Education Association ha inserito il libro nell'elenco "100 migliori libri per bambini degli insegnanti", in base a un sondaggio online. Molti insegnanti lo hanno usato come progetto di lettura estiva. Nel 2012 è stato classificato al 51º posto tra i romanzi per bambini migliori di tutti i tempi in un sondaggio pubblicato da School Library Journal, il secondo dei tre libri di DiCamillo nella Top 100.

## Adattamenti
- Nel 2008, è stato realizzato un film omonimo.[3]
- Il 2 dicembre 2008 è stato pubblicato un videogioco dallo stesso titolo basato sul film.[4]
- Nel 2018, è uscito uno spettacolo teatrale ispirato al romanzo.[5]